# Conchopterella maculata
Conchopterella maculata là một loài côn trùng trong họ Hemerobiidae thuộc bộ Neuroptera. Loài này được Handschin miêu tả năm 1955.